# Monte Porzio Catone

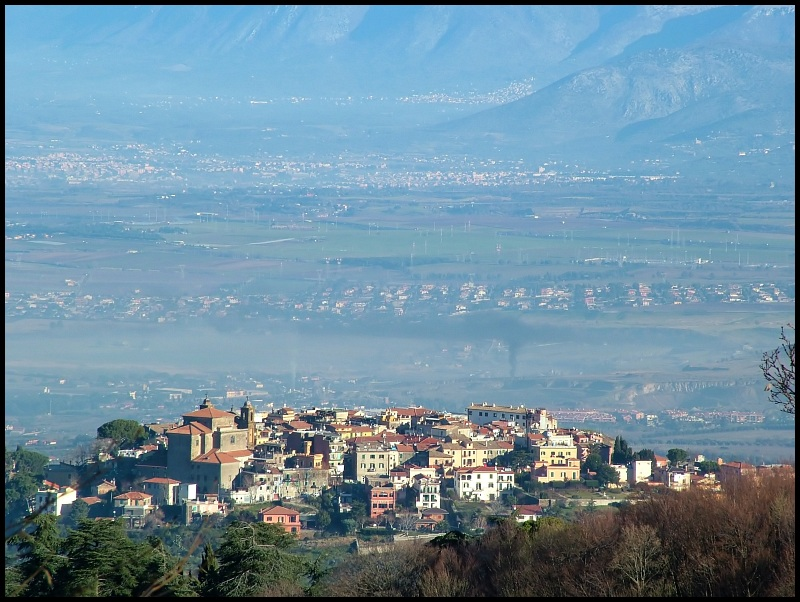
Veduta del paese dalle pendici del Tuscolo, sullo sfondo la campagna romana verso Tivoli

Monte Porzio Catone è un comune italiano di 8 601 abitanti della città metropolitana di Roma Capitale nel Lazio.
Situato nei Colli Albani, nell'area dei Castelli Romani, il centro abitato si eleva su un'altura di 451 metri s.l.m. su cui spicca il centro storico, alle cui spalle si trova l'antica città di Tusculum, la cui area archeologica ricade interamente all'interno del territorio di Monte Porzio Catone.

## Geografia fisica

### Territorio
Il comune di Monte Porzio Catone sorge su una zona collinare, formatasi da un piccolo cono laterale del Vulcano Laziale che ha formato tutti i Castelli Romani; dalla sua posizione domina la periferia sud est di Roma. Il suo territorio diventa poi montagna vera e propria con boschi di castagni impiantati nel XVIII secolo, sostituendo in questo modo gli antichi boschi di quercia.
Il comune vero e proprio è situato in cima a un blocco di materiale tufaceo, ma tutto il territorio degrada da un lato verso la pianura dall'altro risale verso il Tuscolo. Parte del territorio ricade all'interno dei confini del parco regionale dei Castelli Romani.
La casa comunale sorge a 451 m s.l.m..

### Clima
- Classificazione climatica: zona D, 2016 GR/G

## Storia
Nella bolla papale del 1074 di papa Gregorio VII a favore del monastero di San Paolo fuori le mura si riporta, tra i vari possedimenti di quel monastero, il Monte Porculi. Nella Cronaca del Monastero Cassinense di R. Muratori si ricorda una chiesa di Sant'Antonino in Monte Porculo territorio tuscolano.
Mons Porculi o Porculus usato nell'XI secolo era una corruzione di Mons Porcii, o Mons Portius, nome che si vuole derivi dalla romana gente Porzia, che vi aveva una villa.
Nella Cronaca di Sicardo viene riportato il luogo della battaglia del 1167 tra i Romani ed i Tuscolani uniti ai Tedeschi dell'Imperatore come  apud Montem Portium.
Nel secolo XV passò agli Annibaldi della Molara e nel 1581 agli Altemps. Nel 1613 venne acquistato dal cardinale Scipione Borghese. Nel 1666 il principe Giovan Battista Borghese signore delle terre di Monte Porzio riedificò dalle fondamenta la chiesa dedicata a San Gregorio Magno in onore del papa Gregorio XIII. Nel 1849 Monte Porzio conteneva 1 180 abitanti. Nel 1872 ebbe il nome attuale per distinguerlo da Monte Porzio nelle Marche.

### Simboli
Lo stemma comunale è stato riconosciuto con D.P.C.M. del 12 ottobre 1953.
Il gonfalone, concesso con D.P.R. del 30 giugno 1954, è un drappo di azzurro.

## Monumenti e luoghi d'interesse

### Architetture religiose
- La chiesa di San Gregorio Magno, comunemente detto il "duomo di Monte Porzio", edificata da Carlo Rainaldi nel 1666, per volontà testamentaria di papa Paolo V Borghese, in onore di papa Gregorio XIII;
- L'eremo tuscolano di Camaldoli[11] venne fondato nel 1607 dalla Congregazione degli eremiti camaldolesi di Monte Corona. Nel 1613 la fondazione dell'eremo viene ultimata raggiungendo la configurazione definitiva. La chiesa dell'eremo è dedicata a san Romualdo, fondatore dei camaldolesi. L'ospitalità a forestieri e pellegrini comunque garantita è però rigidamente condizionata da regole, come quella tuttora in vigore, che ne impedisce l'ingresso alle donne.

### Architetture civili
- Villa Parisi-Villa Taverna-Borghese
- Villa Vecchia
- Villa Mondragone
- Palazzo Borghese di Monte Porzio Catone

### Siti archeologici
- L'antica città di Tusculum;
- Complesso archeologico del Barco Borghese

### Aree naturali
- Parco regionale dei Castelli Romani

## Società

### Evoluzione demografica
Abitanti censiti

### Tradizioni e folclore
A settembre il paese si anima attraverso la festa per il patrono locale Sant'Antonino Martire.

## Cultura

### Istruzione

#### Ricerca
- L'osservatorio astronomico di Monte Porzio Catone è stato progettato nel 1939 e terminato nel 1965, sorge sopra i resti della villa romana di Matidia Augusta, stretta parente dell'imperatore Adriano, del primo secolo d.C. L'imponente costruzione razionalista,[13] fu utilizzata per conservare le attrezzature dell'Osservatorio Nazionale di Roma, successivamente divenne una struttura per promuovere la divulgazione astronomica e scientifica. L'Osservatorio è dotato dell'Astrolab ed altre risorse didattiche per iniziative a favore di scuole, università, gruppi associativi e privati. È stato scenografia del film sui ragazzi di via Panisperna, i cui protagonisti erano Enrico Fermi e Ettore Majorana.

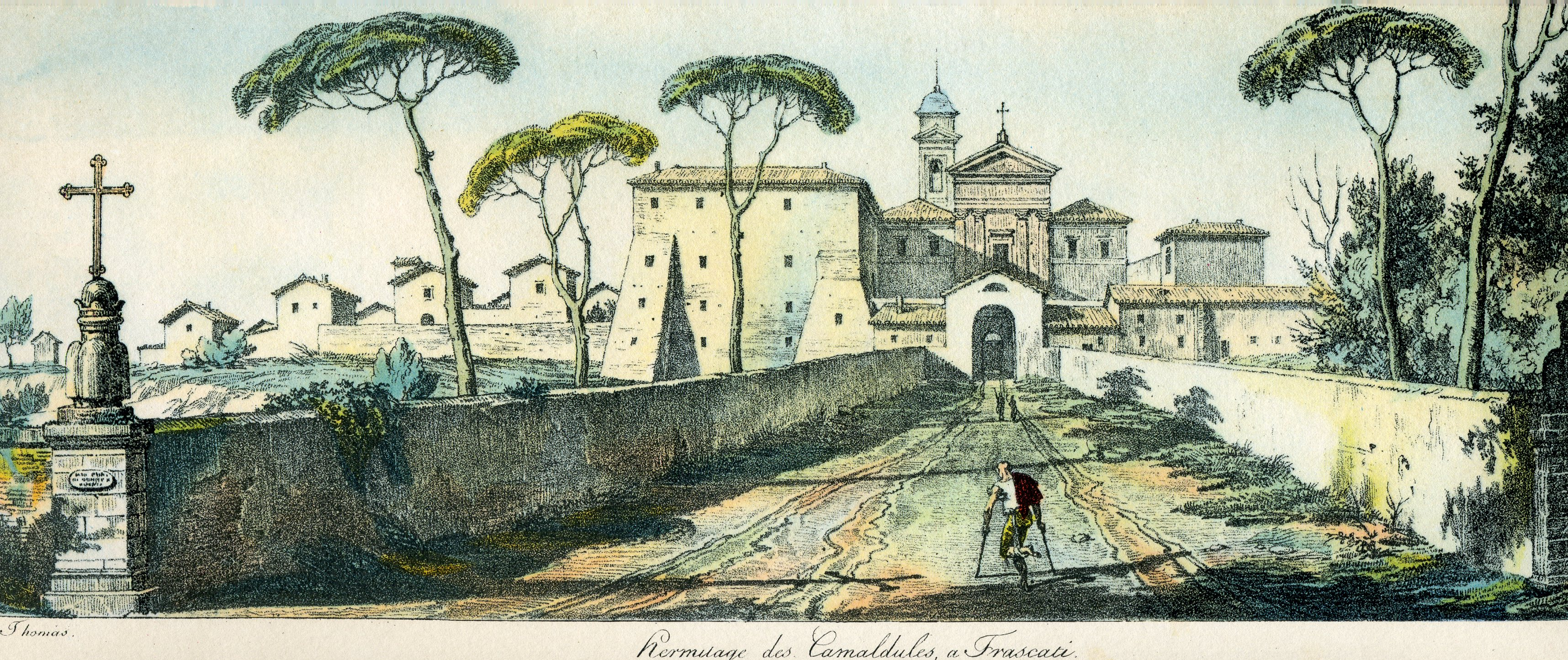
Eremo Tuscolano di Camaldoli nel 1823

#### Biblioteche
Biblioteca Comunale, gestita dal Sistema Bibliotecario Castelli Romani.

### Musei
- Museo della città, ospitato nel complesso seicentesco del Duomo. L'eterogenea collezione comprende reperti archeologici, bolle papali altomedievali, maioliche e pale d'altare del XVII e XVIII secolo, incisioni e materiale documentario del Grand Tour e della storia della comunità;[15]
- Museo diffuso del vino.[15]

### Cucina
Il vino è l'attore più importante della gastronomia monteporziana ma anche altre cibarie tipiche accompagnano il buon vino.
La specialità dolciaria per eccellenza sono le famose Serpette e "le Manine", ovvero dolce di pasta sfoglia con all'interno crema che ricordano la forma di una mano da qui l'appellativo con cui sono conosciute.
A livello di primi piatti, la cucina locale è molto influenzata dalla cucina romana con piatti tipici come "l'Amatriciana" e "la Carbonara".

## Infrastrutture e trasporti

### Mobilità urbana

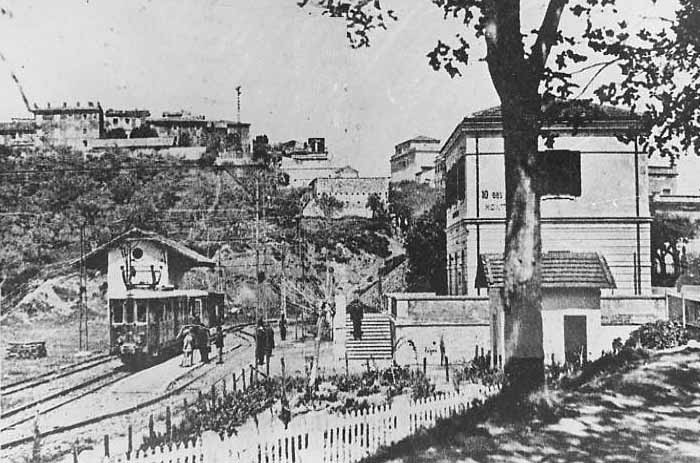
Veduta della vecchia stazione di Monte Porzio Catone

I trasporti interurbani di Monte Porzio Catone vengono svolti con autoservizi di linea gestiti dalla società Calabresi S.r.l.
Sino al 1944 il comune era servito dalla stazione di Monte Porzio Catone, facente parte della diramazione San Cesareo-Frascati della ferrovia Roma-Fiuggi-Alatri-Frosinone. Dopo la sua dismissione ne è stato ricavato un parco pubblico, Parco Borghese.

## Economia
L'attività principale presente nel comune è la viticoltura e la produzione vinicola del vino di Frascati D.O.C.G. sfruttando da secoli i fertili e ricchi terreni assolati vulcanici. Nel comune è presente una delle più alte concentrazione di cantine di tutti i Castelli Romani.
I più importanti produttori di vino locali sono: Santa Benedetta, Casal Pilozzo, Villa Simone, Fontana Candida, Cantina Ribelá e Poggio le Volpi.
Una lapide affissa su una casa del centro riporta dei versi scritti da Giosuè Carducci, sotto lo pseudonimo di Enotrio Romano:  Mescete, o amici, il vino. Il vin fremente Scuota da i molli nervi ogni torpor, Purghi le nubi de l'afflitta mente, Affoghi il tedio accidioso in cor.
La maggiore quantità di vino prodotto è il vino bianco Frascati D.O.C.G. vino bianco da tavola di alta qualità che mantiene il nome del vicino comune. Una buona parte del vino prodotto viene sia incanalato verso il mercato di Roma sia esportato all'estero. Le altre attività economiche presenti sono di natura alberghiera e congressuale.
In maniera rilevante è presente un'attività turistica sostenuta dal polo museale del comune, dall'importanza paesaggistica, e dall'area archeologica del Tuscolo.

## Amministrazione
Nel 1872 Monte Porzio cambia denominazione in Monte Porzio Catone.
| Periodo          | Periodo          | Primo cittadino    | Partito                        | Carica                  | Note |
| ---------------- | ---------------- | ------------------ | ------------------------------ | ----------------------- | ---- |
| 10 aprile 1946   | 5 ottobre 1952   | Marrigo Buglia     |                                | Sindaco                 |      |
| 10 ottobre 1952  | 3 giugno 1956    | Enrico Primavera   |                                | Sindaco                 |      |
| 4 giugno 1956    | 28 luglio 1961   | Augusto Statuti    |                                | Sindaco                 |      |
| 10 agosto 1961   | 12 dicembre 1964 | Guerrino Buglia    |                                | Sindaco                 |      |
| 13 dicembre 1964 | 4 luglio 1970    | Giuseppe Ciminelli |                                | Sindaco                 |      |
| 5 luglio 1970    | 12 luglio 1975   | Tarcisio Latini    | Democrazia Cristiana           | Sindaco                 |      |
| 13 luglio 1975   | 28 luglio 1978   | Cesare Bartolini   |                                | Sindaco                 |      |
| 29 luglio 1978   | 5 dicembre 1978  | Fulvio Graziosi    |                                | Commissario Prefettizio |      |
| 6 dicembre 1978  | 12 luglio 1980   | Enrico Ingretolli  | Democrazia Cristiana           | Sindaco                 |      |
| 13 luglio 1980   | 12 agosto 1985   | Tarcisio Latini    | Democrazia Cristiana           | Sindaco                 |      |
| 13 agosto 1985   | 2 maggio 1988    | Romano Gentili     | Partito Socialista Italiano    | Sindaco                 |      |
| 3 maggio 1988    | 12 dicembre 1989 | Antonio Pitolli    | Partito Socialista Italiano    | Sindaco                 |      |
| 13 dicembre 1989 | 5 luglio 1990    | Tarcisio Latini    | Democrazia Cristiana           | Sindaco                 |      |
| 6 luglio 1990    | 22 maggio 1995   | Alfonso Cupellini  | Democrazia Cristiana           | Sindaco                 |      |
| 23 maggio 1995   | 14 giugno 2004   | Sergio Urilli      | Indipendente di centrosinistra | Sindaco                 |      |
| 14 giugno 2004   | 7 giugno 2009    | Roberto Buglia     | Indipendente di centrosinistra | Sindaco                 |      |
| 8 giugno 2009    | 25 maggio 2014   | Luciano Gori       | Indipendente di centrodestra   | Sindaco                 |      |
| 26 maggio 2014   | 20 novembre 2018 | Emanuele Pucci     | Lista civica                   | Sindaco                 |      |
| 20 novembre 2018 | 26 maggio 2019   | Maria Paola Suppa  |                                | Commissario Prefettizio |      |
| 26 maggio 2019   | in carica        | Massimo Pulcini    | Lista civica                   | Sindaco                 |      |

## Sport

### Calcio
L'A.S.D. Atletico Monte Porzio è la principale squadra calcistica di Monte Porzio Catone. Fondata nel 2007, ha come simbolo l'arco di "For De Porta", situato al centro del paese; i colori sociali sono il bianco e il rosso, in omaggio del Santo patrono, Sant'Antonino di Apamea; attualmente milita in Prima Categoria.

### Pallacanestro
- A.S.D. Monteporzio che nel 2019-2020 milita nel campionato maschile di Serie D.[17]

## Galleria d'immagini

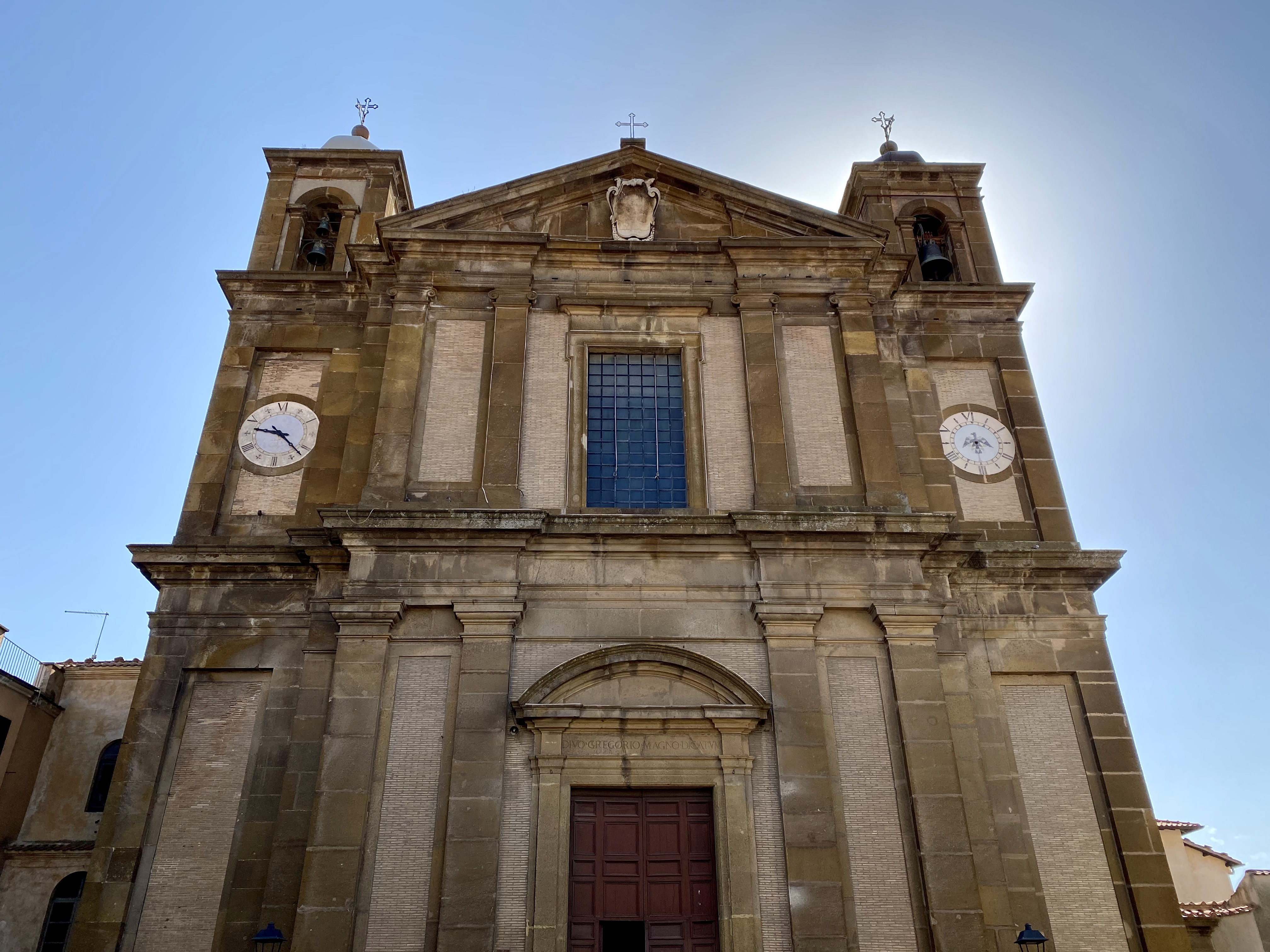
La facciata del Duomo di San Gregorio Magno (agosto 2020).
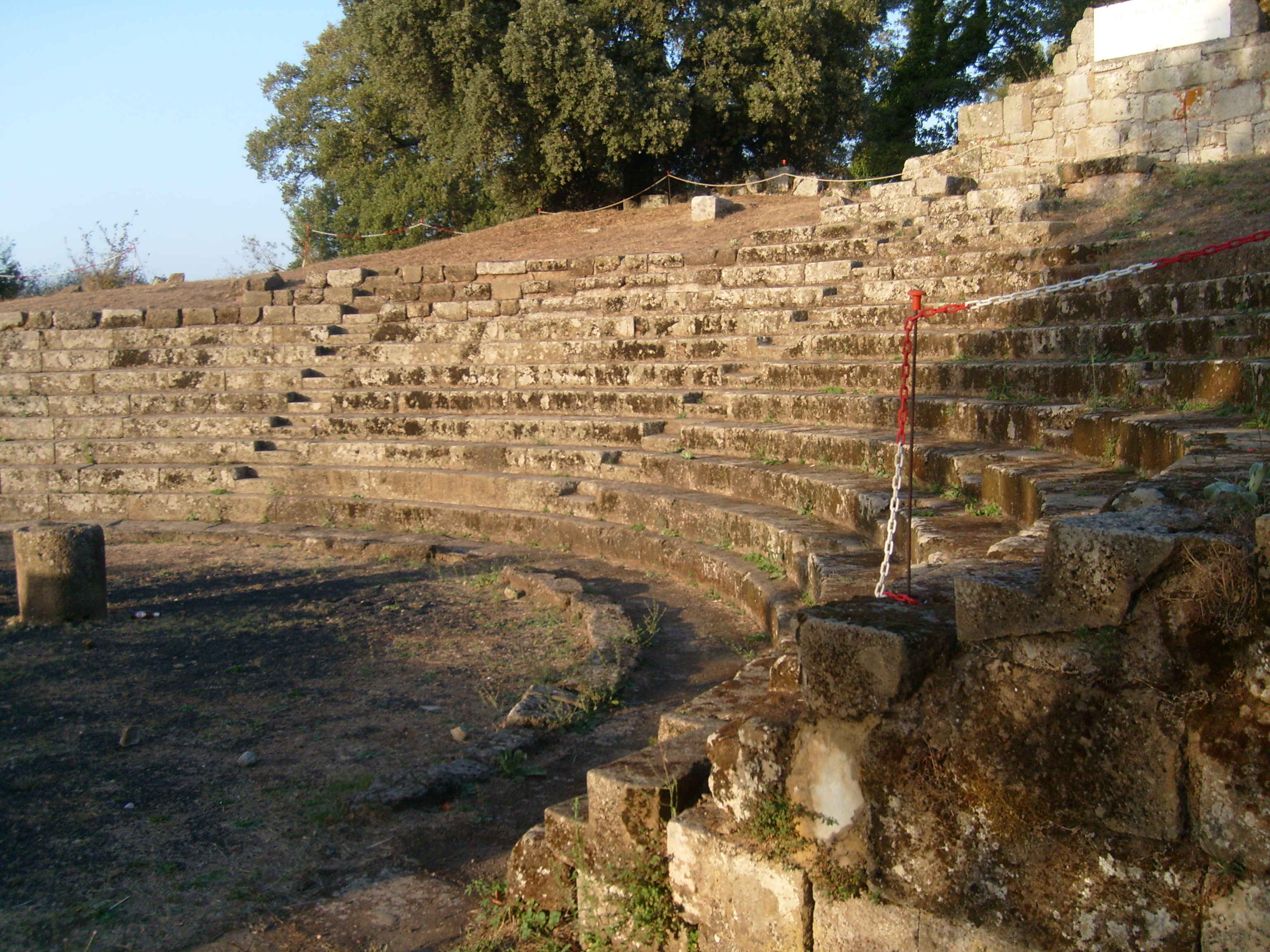
Teatro del Tuscolo
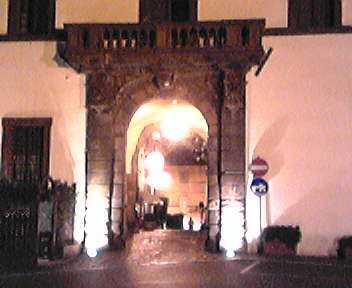
For de porta
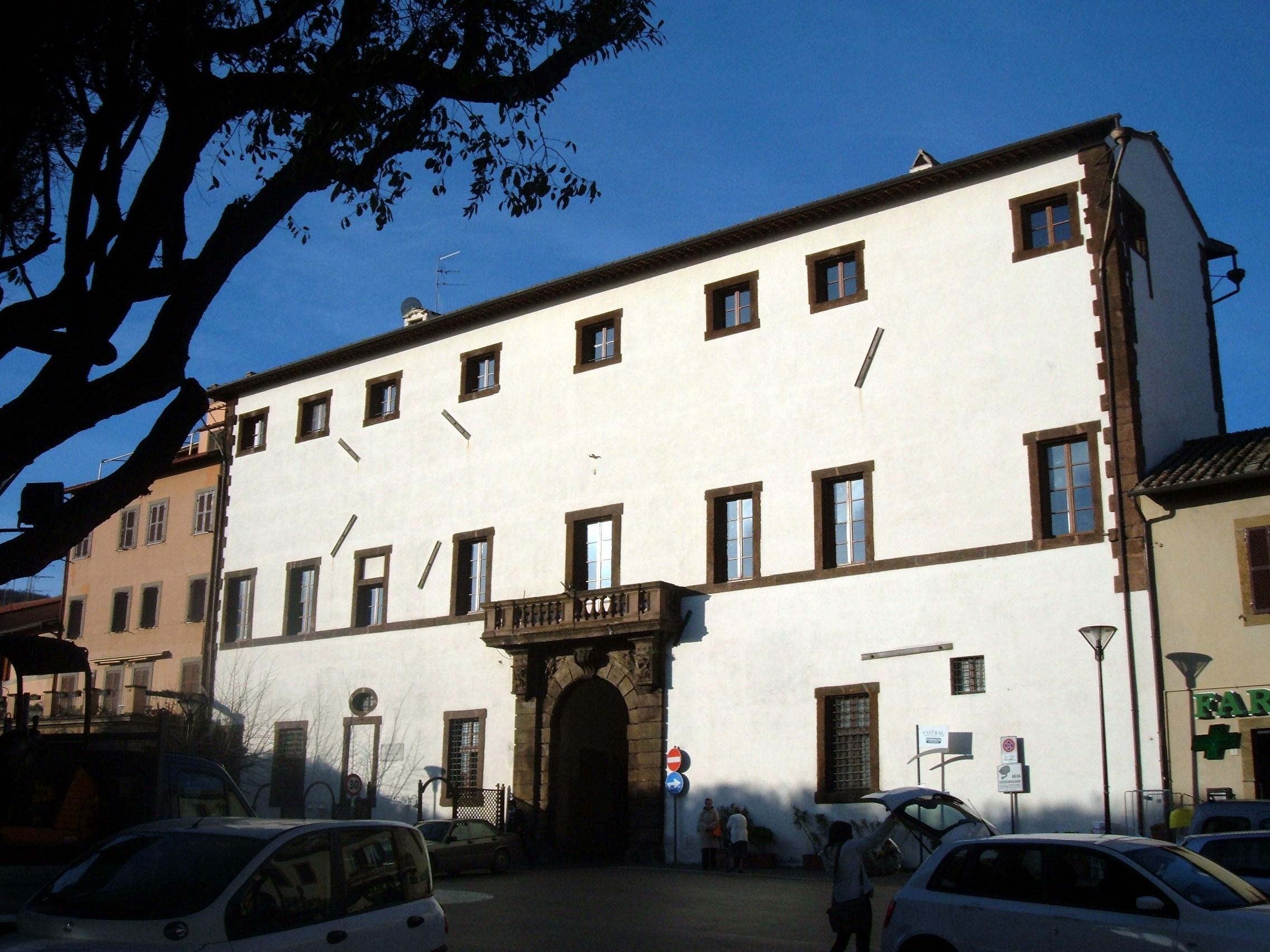
Palazzo Borghese
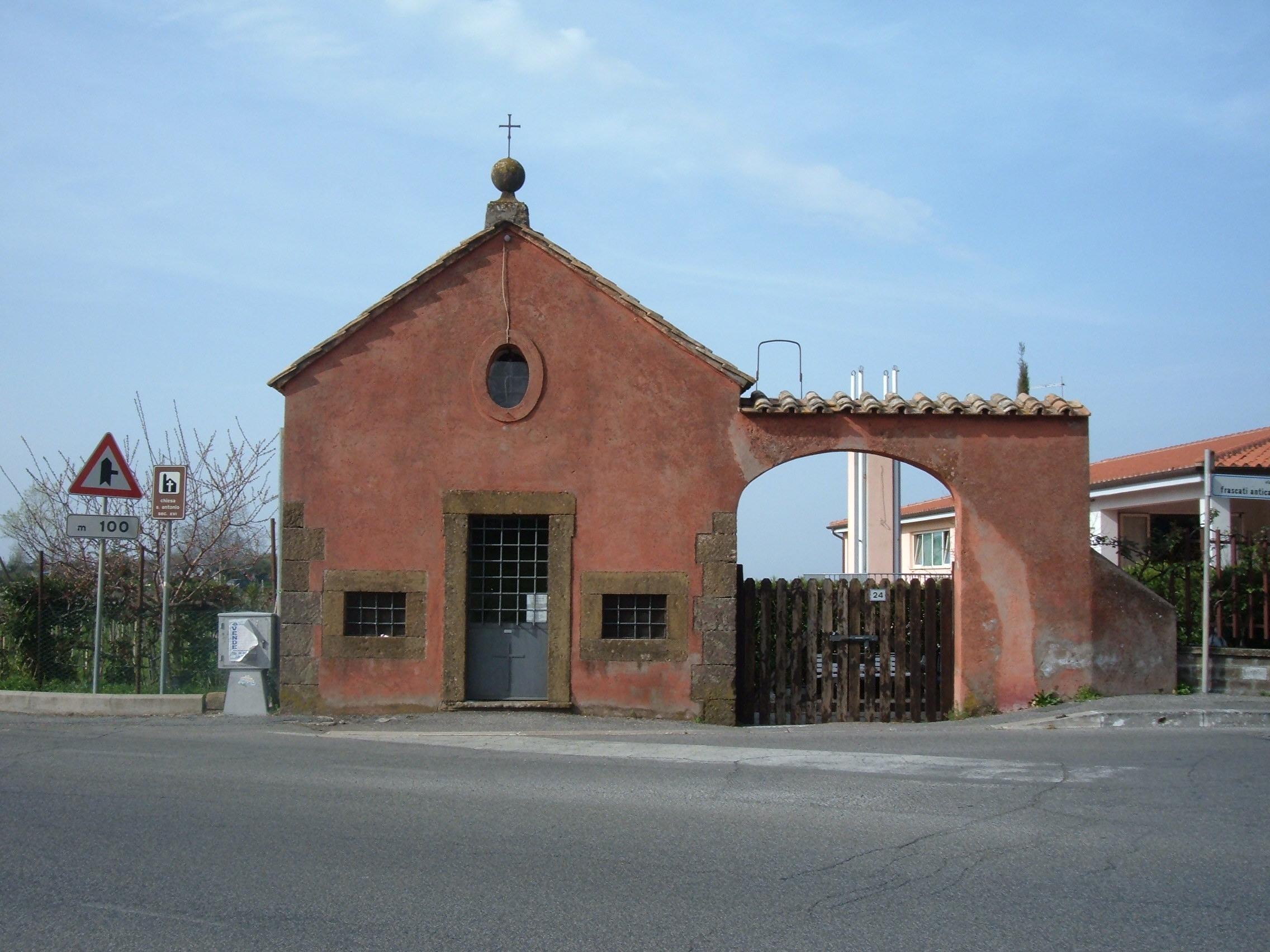
Cappella di Sant'Antonio